# Васильев-Яковлев, Андрей Николаевич
Андре́й Никола́евич Васи́льев-Я́ковлев (1879—1951) — русский офицер, герой Первой мировой войны, участник Белого движения, первопоходник.

## Биография
Сын преподавателя Киевского коммерческого института Николая Павловича Васильева-Яковлева. Младший брат Михаил — также офицер, георгиевский кавалер.
Воинскую повинность отбывал в 130-м пехотном Херсонском полку, 12 сентября 1905 года был произведен в прапорщики запаса армейской пехоты с переводом в 129-й пехотный Бессарабский полк. 15 ноября 1911 года произведен в подпоручики «за выслугу лет».
В Первую мировую войну вступил в рядах 129-го пехотного Бессарабского полка. Пожалован Георгиевским оружием
За то, что 10 октября 1914 года, при атаке Господского двора, близ м. Рудник, у р. Сан, командуя ротой, под убийственным огнем противника, личным примером воодушевил роту, стремительно атаковал передовые окопы противника, выбил его штыками, и, несмотря на тяжелое ранение, остался при роте, отбив ряд контр-атак, причём удержался на занятой позиции.
По сообщению газеты «Русское слово», раненый подпоручик Васильев-Яковлев прибыл в Киев 7 ноября 1914 года. По выздоровлении вернулся в свой полк. Произведен в поручики 7 мая 1916 года «за выслугу лет», в штабс-капитаны — 10 ноября 1916 года.
С началом Гражданской войны капитан Васильев-Яковлев вступил в Добровольческую армию, был зачислен в Корниловский ударный полк. Участвовал в 1-м Кубанском походе. Произведен в полковники.
В эмиграции во Франции. Состоял членом Союза русских военных инвалидов и Союза георгиевских кавалеров. Писатель Борис Лазаревский вспоминал:

Однажды я, пишущий эти строки, зашел к полковнику А. Н. Васильеву-Яковлеву, которого знал с детских лет, и он меня спросил:

— Вы знакомы с Сашей Черным?

— Знаком и давно.

— Ах, какой вы счастливый, я каждую его сказку читаю с огромным наслаждением. Передайте ему мой восторг и мою благодарность, ведь я сам немалое время отзвонил «вольнопером» и уж я-то могу судить, насколько Саша Черный знает и быт, и душу бывалого русского солдата.
— Саша Черный Улыбки и гримасы. Избранное в 2 томах. Том 2. Рассказы. — М.: Локид, 2000. — С. 586.
Скончался в 1951 году в Париже. Похоронен там же.

## Награды
- Орден Святой Анны 4-й ст. с надписью «за храбрость» (ВП 30.03.1915)
- Георгиевское оружие (ВП 11.04.1915)
- Знак 1-го Кубанского (Ледяного) похода
- старшинство в чине штабс-капитана с 19 января 1916 года (ПАФ 14.09.1917)